# Krisztián Lisztes (calciatore 2005)
Krisztián Lisztes (Budapest, 6 maggio 2005) è un calciatore ungherese, centrocampista del Ferencváros, in prestito dall'Eintracht Francoforte, e della nazionale Under-21 ungherese.

## Biografia
È figlio di Krisztián Lisztes, ex calciatore della nazionale ungherese.

## Caratteristiche tecniche
È un trequartista che può svariare dietro la punta.

## Carriera

### Club
Lisztes è entrato a far parte del settore giovanile del Ferencváros nel 2017 e nel luglio 2021 ha firmato il suo primo contratto professionistico. Ha debuttato in prima squadra il 14 maggio 2022 nell'incontro di Nemzeti Bajnokság I vinto 2-1 contro il Gyirmót.
Il 6 gennaio 2023 ha prolungato il suo contratto ed il 2 aprile 2023 è andato a segno per la prima volta realizzando una doppietta nel pareggio per 2-2 contro il Fehérvár.
Il 6 settembre è stato annunciato il suo acquisto da parte dell'Eintracht Francoforte, effettivo a partire dall'estate del 2024.
L'8 agosto 2025 torna al Ferencváros in prestito.

### Nazionale
Ha giocato nelle nazionali giovanili ungheresi Under-17 ed Under-19.

## Statistiche

### Presenze e reti nei club
Statistiche aggiornate all'11 dicembre 2023.
| Stagione        | Squadra         | Campionato      | Campionato | Campionato | Coppe nazionali | Coppe nazionali | Coppe nazionali | Coppe continentali | Coppe continentali | Coppe continentali | Altre coppe | Altre coppe | Altre coppe | Totale | Totale | Totale |
| Stagione        | Squadra         | Comp            | Pres       | Reti       | Comp            | Pres            | Reti            | Comp               | Pres               | Reti               | Comp        | Pres        | Reti        | Pres   | Reti   |        |
| --------------- | --------------- | --------------- | ---------- | ---------- | --------------- | --------------- | --------------- | ------------------ | ------------------ | ------------------ | ----------- | ----------- | ----------- | ------ | ------ | ------ |
| 2021-2022       | Soroksár        | NB2             | 1          | 0          |                 | -               | -               |                    | -                  | -                  |             | -           | -           | 1      | 0      |        |
| 2022-2023       | Soroksár        | NB2             | 17         | 3          |                 | -               | -               |                    | -                  | -                  |             | -           | -           | 17     | 3      |        |
| 2021-2022       | Ferencváros     | NB1             | 1          | 0          | CU              | 0               | 0               |                    | -                  | -                  |             | -           | -           | 1      | 0      |        |
| 2022-2023       | Ferencváros     | NB1             | 9          | 5          | CU              | 0               | 0               | UCL+UEL            | 0+2                | 0                  |             | -           | -           | 11     | 5      |        |
| 2023-2024       | Ferencváros     | NB1             | 13         | 5          | CU              | 0               | 0               | UCL+UECL           | 2+8                | 0                  |             | -           | -           | 23     | 5      |        |
| Totale carriera | Totale carriera | Totale carriera | 41         | 13         |                 | 0               | 0               |                    | 12                 | 0                  |             | -           | -           | 53     | 13     |        |

## Palmarès

### Club

#### Competizioni nazionali
- Campionato ungherese: 3

Ferencváros: 2021-2022, 2022-2023, 2023-2024